# David Bret
David Bret (Parigi, 8 novembre 1954) è uno scrittore e giornalista francese.

## Biografia
Nato a Parigi, in Francia, nel 1954, David Bret è stato adottato da una coppia inglese e cresciuto a Wath-upon-Dearne, South Yorkshire. Ha lavorato per diversi anni nel commercio al dettaglio, poi come amministratore con il NHS e come cantante. Ha poi iniziato a scrivere le biografie per cui è maggiormente conosciuto. Sposò Jeanne Elliss nell'ottobre 1972, dalla quale ebbe un figlio, Marleau, nato nell'ottobre 1973. Vive nello West Yorkshire, Inghilterra. Bret ha anche scritto articoli per molti giornali e riviste ed ha insegnato presso l'Università di Chicago.

## Opere
- The Piaf Legend (1988)
- The Mistinguett Legend (1990)
- Maurice Chevalier: Up on Top of a Rainbow (1992)
- Marlene My Friend: An Intimate Biography (1993)
- Morrissey: Landscapes of the Mind (1994)
- Gracie Fields: The Authorized Biography (1995, reprinted 2010)
- Freddie Mercury Story: Living on the Edge (1996)
- Tallulah Bankhead: A Scandalous Life (1996)
- Maria Callas: The Tigress and the Lamb (1998)
- Piaf: A Passionate Life (1999)
- George Formby: A Troubled Genius (1999)[1]
- Valentino: A Dream of Desire (1998)
- Barbra Streisand (2000)
- Errol Flynn: Satan's Angel (2000)
- Elvis: The Hollywood Years (2002)
- Rock Hudson (2004)
- Morrissey: Scandal and Passion (2004)
- Joan Crawford: Hollywood Martyr (2006)
- Clark Gable: Tormented Star (2007)
- Doris Day: Reluctant Star (2008)
- Jean Harlow: Tarnished Angel (2009)
- Trailblazers: Gram Parsons, Nick Drake & Jeff Buckley (2009)
- Diana Dors: Hurricane in Mink (2010)